# إيمانويل وآخر آكلي لحوم البشر
إيمانويل وآخر آكلي لحوم البشر (بالإيطالية: Emanuelle e gli Ultimi Cannibali)‏ هو فيلم إيطالي إنتاج عام 1977. الفيلم من إخراج جو داماتو وبطولة لاورا غيمسر، جابرييل تينتي، نيفيس نافارو ودونالد اوبراين.

## روابط خارجية
إيمانويل وآخر آكلي لحوم البشر على موقع IMDb (الإنجليزية)
- إيمانويل وآخر آكلي لحوم البشر على موقع ألو سيني (الفرنسية)
- إيمانويل وآخر آكلي لحوم البشر على موقع Turner Classic Movies (الإنجليزية)
- إيمانويل وآخر آكلي لحوم البشر على موقع أول موفي (الإنجليزية)
- إيمانويل وآخر آكلي لحوم البشر على موقع فيلمافينيتي (الإسبانية)
- إيمانويل وآخر آكلي لحوم البشر على موقع قاعدة بيانات الأفلام السويدية (السويدية)
- إيمانويل وآخر آكلي لحوم البشر على موقع قاعدة بيانات الفيلم (الإنجليزية)
- إيمانويل وآخر آكلي لحوم البشر على موقع ليتربوكسد (الإنجليزية)
- إيمانويل وآخر آكلي لحوم البشر على موقع كينوبويسك (الروسية)